# Gynge naturrvårdsområde
Gynge naturvårdsområde är ett naturvårdsområde (som sedan 1998 likställs med naturreservat) i Mörbylånga kommun i Kalmar län.
Området är naturskyddat sedan 1997 och är 920 hektar stort. Reservatet ligger på Stora Alvaret och består av öppen betesmark med enar på tunna jordar och med en mosse i öster.